# Akhtala
Akhtala (en arménien Ախթալա) est une ville d'Arménie, dans le marz de Lorri. Elle est située dans la vallée du Debed, sur la rive gauche de la rivière, au pied du mont Lalvar, à 10 km au nord-est d'Alaverdi et à 185 km d'Erevan. La ville comprend une gare, sur la ligne Gyumri-Tbilissi.

## Description
En 2008, elle compte 2 412 habitants.

### Activités minières
Dans les environs, il existe des gisements de plomb, de cuivre et d'argent qui ont été étudiés par Jacques de Morgan, ingénieur des Mines français, pour le compte de la compagnie française des mines d'Akhtala, de 1886 à 1889,,.
La mine de cuivre a été abandonnée.

### Patrimoine

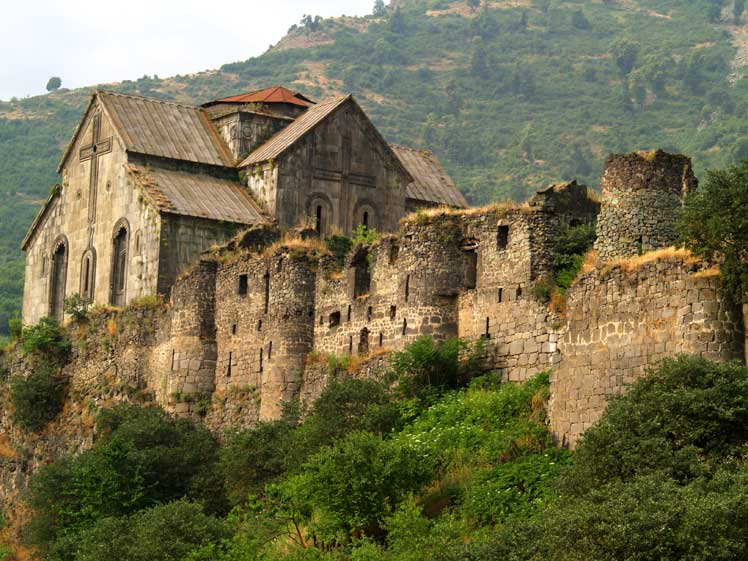
Monastère d'Akhtala

À proximité de la ville s'élève un monastère-forteresse médiéval. La forteresse fut construite au Xe siècle, sous le règne des Bagratides. Un monastère y a été construit au XIIIe siècle : le monastère d'Akhtala.